# فلوريانوس
ماركوس أنيوس فلوريانوس وعرف أيضاً باسم فلوريان هو إمبراطور روماني تولى حكم الامبراطورية في الشرق لمدة شهرين فقط، من يوليو 276 إلى سبتمبر 276. خلف الحكم من أخيه غير الشقيق ماركوس كلاوديوس تاسيتس، في البداية حاول الاتفاق مع بروبوس إمبراطور الغرب لكي يعترف به كإمبراطور في الشرق. حصل على اعتراف بحكم ولايات مصر وسوريا وكيليكيا وفلسطين وفينيفية، لكن بروبوس رفض الاعتراف به، ليقود حملة ضده ويهزمه في كيليكيا، بعض المصادر ذكرت أن فلوريانوس قتل أثناء المعركة ومصادر أخرى ذكرت أنه سقط ميتا بسبب ضربة الشمس متأثراً بحرارة الشمس أثناء المعركة.